# Валентина Терешкова
Валентина Владимировна Терешкова (рус. Валенти́на Влади́мировна Терешко́ва; Маслениково, 6. март 1937) је пензионисана руска политичарка и космонаут. Постала је прва жена у свемиру, након што је прошла процес селекције више од 400 жена које су се пријавиле, а на крају је било пет финалисткиња. Са космодрома Бајконур у данашњем Казахстану 16. јуна 1963. године лансирана је у свемир у свемирском броду Васток 6. За мало мање од три дана у свемиру направила је 48 орбита око Земље.
Како би била примљена у космонаутску групу почасно је примљена у Совјетско ваздухопловство, па је тако постала и први цивилни космонаут (у то време сви космонаути и астронаути били су војни пилоти). Пре него што је постала космонаут, Терешкова је радила у фабрици текстила, а аматерски се бавила падобранством. Након што је прва женска космонаутска група расформирана 1969. године, постала је истакнути члан Комунистичке партије Совјетског Савеза. Наставила је да буде политички активна и након распада СССР-а, а и у данашњој Русији се сматра за народног хероја.
Била је удата за руског космонаута, трећег човека у свемиру, Андријана Николајева, све до 1982. године када су се развели. Из тог брака има ћерку Елену. Други пут удала се за педијатра Јулија Г. Шапошникова и с њим била у браку све до његове смрти 1999. године. Британски бенд Компјутер (енгл. Computer) има песму названу по Валентини која је инспирисана њеном биографијом.
Прва међународна руска школа у Београду носи име Валентине Терешкове и налази се, симболично, у Руској улици на Сењаку.
На церемонији отварања Зимских олимпијских игара 2014. носила је олимпијску заставу. Године 2013. је понудила да отпутује на Марс, у једном правцу, ако се за то укаже прилика.
Она је активни државни савjетник Руске Федерације 1. класе.

## Младост
Валентина Терешкова је рођена 6. марта 1937. године у Бољшој Маслењикову, селу на реци Волги у Јарославској области централне Русије. Њени родитељи су били мигранти из Белорусије, отац Владимир је био наредник у совјетској тенковској армији, а мајка Елена је била домаћица. Отац јој је погинуо у Зимском рату  са Финском кад је Валентина имала две године. После мужевљеве смрти, њена мајка Елена се са три детета колико су имали преселила у Јарослављ тражећи посао и запослила се у фабрици памука. Валентина је школу уписала са 10 година, а завршила је са 17. Почела је да ради прво у фабрици гума, а касније у фабрици текстила, након чега наставља школовање похађајући дописне курсеве и дипломира у средњој техничкој школи лаке индустрије 1960. године. Валентина је од малена била заинтересована за падобранство и ишла је на обуку у локални аероклуб, а први скок је имала са 22 године, 21. маја 1959. Такође се придружила локалном Комсомолу у Јарослављу где је била секретар организације, а 1962. године постаје и чланица Комунистичке партије.

## Совјетски свемирски програм
Када су Совјети основали свемирски програм и кренули са врбовањем кандидата Валентина је без своје претходне иницијативе изабрана за потенцијалног космонаута због свог искуства у падобранству. Након лета Јурија Гагарина 1961. године, Николај Калањин, директор центра за космонауте прочитао је медијима одлуку да се и жене пилоти обучавају за астронауте нагласивши да не могу дозволити да прва жена у свемиру буде американка јер би то била увреда за патриотска осећања совјетских жена. Тада је и одобрено да првих пет кандидаткиња 1963. године почне са обуком.  Критеријуми који су били прописани за потенцијалне кандидаткиње су били да се та женска особа која је испод 30 година старости већ бавила падобранством, да је нижа од 170 цм и не тежа од 70 кг.
До јануара 1962. године Свесавезно добровољно друштво за помоћ војсци је одабрало и направило списак од 400 кандидаткиња за разматрање. Прво је, након почетних тестова број спао на 58 кандидаткиња, а касније на 23. 16. фебруара 1962. године Валентина је заједно са још четири кандидата изабрана да се придружи женском космонаутском корпусу.
Пошто те жене нису имале војно искуство почеле су са чином редова у совјетским ваздухопловним снагама. Обука је укључивала тестове изолације, центрифугалне тестове, тестирање у коморама за декомпресију, као и обуку пилота за летење у млазним ловцима МиГ-15. Тад је кренула и да студира на Ваздухопловној инжињерској академији Жуковски, где је и дипломирала неколико година касније.
Група је провела неколико месеци на основној обуци, након чега су добиле могућност да буду ангажоване као редовни официри ваздухопловства. Свих пет жена су постале млађи поручници у ваздухопловству децембра 1962. године. После пар измена везаних за план лета Државна свемирска комисија је на састанку 21. маја именовала Валентину за пилота свемирског брода Восток 6, а лансирање је заказано за јун месец. Њен избор је потврдио и тадашњи премијер Никита Хрушчов који је био задовољан чињеницом да је Валентина била ћерка војника који је погинуо у рату.

### Восток 6
Након успешног лансирања летелице Восток 5 14. јуна, Валентина је започела последње припреме за њен лет. Ујутру 16. јуна 1963. године Валентина и њена заменица су навукле свемирска одела и аутобусом су транспортоване до лансирне рампе. Након завршене провере комуникација и система за одржавање живота свемирски брод је запечаћен и после одбројавања Восток 6 летелица је успешно лансирана, а Валентина је тако постала прва жена у свемиру. Камере постављене унутар обе свемирске летелице су уживо преносиле снимке које је емитовала совјетска државна телевизија, а Валентина је такође водила дневник летова и правила фотографије хоризонта које су касније коришћене за идентификацију слојева аеросола у атмосфери. Валентина је током већег дела лета имала мучнину и нелагодност. Она је летелицом обишла земљу 48 пута и провела 2 дана, 22 сата и 50 минута у свемиру, што је представљало више времена лета него укупно време свих америчких астронаута који су летели пре ње.
Као што је планирано, Валентина се катапултирала из капсуле током спуштања ка Земљи и безбедно се приземљила падобраном у област Казахстана 19. јуна у 8 часова и 20 минута. Космонаут летелице Восток 5 је такође извео успешно приземљавање три сата касније.

### Након мисије
22. јуна 1963. Хрушчов је салутирао Биковском, космонауту из летелице Восток 5 и загрлио Валентину и тад је пред више хиљада присутних саопштио да су обоје космонаута одликована медаљом Хероја Совјетског Савеза, а у Кремљу је одржан пријем где је обоје космонаута одликовано и Орденом Лењина.
Валентина је добила доста захтева за посрту страним државама која је одобравало Министарство иностраних послова и КГБ. Она је имала 42 путовања у иностранство између 1963. и 1970. године.
Валентина се и породила током 1964. године и родила ћерку Елену, а претходно се 3. новембра 1963. године удала за космонаута Андријана Николајева у Московској палати, а венчању је присуствовао и Хрушчов, као и највиши државни званичници и вође свемирског програма. Са њим је била у браку све до 1982. године.
Након лета Валентина је постала национални херој и међународни узор и добијала је честитке из целог света. 1966. године је постала чланица Светског савета за мир, а била је и представница на конференцији Уједињених Нација у Мексико Ситију 1975. године за међународну годину жена. Касније је именована и за потпреседницу Међународне демократске федерације жена и председницу друштва совјетско-алжирског пријатељства.
1969. године је дипломирала на Ваздухопловној инжињерској академији Жуковски коју је уписала пре лета у свемир, а касније је добила у чин пуковника у совјетским ваздухопловним снагама. 1977. године је стекла и докторат из ваздухопловног инжињерства и постала инструктор у Центру за обуку космонаута.
Остала је политички активна до распада Совјетског Савеза и 1995. године је унапређена у почасни чин генерал-мајора, а 28. априла 1997. године је напустила руско ваздухопловство због навршених 60 година старости, што је обавезна граница за пензионисање.
4. децембра 2011. године је изабрана у Државну думу, доњи дом руског законодавног тела, као представник Јарославске области и члан партије Јединствена Русија, а 2016. године је опет била изабрана за посланика думе.
Пошто је подржала руску инвазију на Украјину Министарство финансија САД и Европска унија су 2022. године Валентину ставиле на листу особа којима су уведене санкције и којима је ван Русије замрзнута сва имовина, али и забрана уласка у земље чланице Европске уније.

## Социјална активност
Године 2011. изабрана је у Државну думу Русије из партије Јединствена Русија на регионалној листи Јарославља. Терешкова, заједно са Еленом Мизулином, Ирином Јаровајом и Андрејем Скочем, члан је међуфракцијске посланичке групе за заштиту хришћанских вредности; у том својству подржала је увођење амандмана на Устав Русије, према којима је „Православље основа националног и културног идентитета Русије“. Заменик председника Комитета Државне думе за федералну структуру и локалну самоуправу од 21. децембра 2011.

## Галерија
- Совјетска поштанска марка са ликом Терешкове
- Терешкова са Нилом Армстронгом
- Терешкова на предавању у Финској 2002. године
- На пријему Ордена пријатељства 2011. године